# Campeonato da Europa de Atletismo de 2014 - 800 m feminino
A prova dos 800 metros feminino do Campeonato da Europa de Atletismo de 2014 foi disputada entre os dias 13 e 16 de agosto de 2014 no Estádio Letzigrund em Zurique,  na Suíça. 

## Recordes
Antes desta competição, os recordes mundiais e do campeonato nesta prova eram os seguintes:
|                       | Nome                  | Nacionalidade   | Tempo    | Local   | Data                  |
| --------------------- | --------------------- | --------------- | -------- | ------- | --------------------- |
| Recorde mundial       | Jarmila Kratochvílová | Tchecoslováquia | 1m53s 28 | Munique | 26 de julho de 1983   |
| Recorde do campeonato | Olga Mineyeva         | União Soviética | 1m55s 41 | Atenas  | 8 de setembro de 1982 |
| Recorde europeu       | Jarmila Kratochvílová | Tchecoslováquia | 1m53s 28 | Munique | 26 de julho de 1983   |

## Medalhistas
| Ouro                    | Prata              | Bronze              |
| Maryna Arzamasova (BLR) | Lynsey Sharp (GBR) | Joanna Jóźwik (POL) |

## Cronograma
Todos os horários são locais (UTC+2).
| Data         | Hora  | Evento    |
| ------------ | ----- | --------- |
| 13 de agosto | 12:20 | Bateria   |
| 14 de agosto | 18:38 | Semifinal |
| 16 de agosto | 16:05 | Final     |

## Resultados

### Bateria
Qualificação: 3 atletas de cada bateria  (Q) mais os  4 melhores qualificados (q).
| Posição | Bateria | Raia | Atleta                | Nacionalidade | Tempo   | Notas |
| ------- | ------- | ---- | --------------------- | ------------- | ------- | ----- |
| 1       | 1       | 5    | Alison Leonard        | Grã-Bretanha  | 2:01.47 | Q     |
| 2       | 4       | 4    | Lynsey Sharp          | Grã-Bretanha  | 2:01.55 | Q     |
| 3       | 2       | 4    | Maryna Arzamasava     | Bielorrússia  | 2:01.56 | Q     |
| 4       | 4       | 2    | Vania Stambolova      | Bulgária      | 2:01.60 | Q     |
| 5       | 4       | 8    | Joanna Jóźwik         | Polónia       | 2:01.61 | Q     |
| 5       | 1       | 6    | Yekaterina Poistogova | Rússia        | 2:01.61 | Q     |
| 7       | 1       | 7    | Lovisa Lindh          | Suécia        | 2:01.73 | Q,    |
| 7       | 4       | 1    | Lenka Masná           | Chéquia       | 2:01.73 | q     |
| 9       | 1       | 2    | Justine Fedronic      | França        | 2:02.01 | q     |
| 10      | 1       | 4    | Aníta Hinriksdóttir   | Islândia      | 2:02.12 | q,    |
| 11      | 2       | 8    | Selina Büchel         | Suíça         | 2:02.14 | Q     |
| 12      | 2       | 3    | Jessica Judd          | Grã-Bretanha  | 2:02.30 | Q     |
| 13      | 2       | 7    | Trine Mjåland         | Noruega       | 2:02.62 | q     |
| 14      | 2       | 6    | Sanne Verstegen       | Países Baixos | 2:02.73 |       |
| 15      | 2       | 5    | Mihaela Nunu          | Roménia       | 2:03.27 |       |
| 16      | 4       | 6    | Charline Mathias      | Luxemburgo    | 2:03.43 |       |
| 17      | 3       | 2    | Svetlana Rogozina     | Rússia        | 2:03.80 | Q     |
| 18      | 3       | 4    | Renelle Lamote        | França        | 2:03.92 | Q     |
| 19      | 4       | 5    | Florina Pierdevara    | Roménia       | 2:03.99 |       |
| 20      | 3       | 3    | Mirela Lavric         | Roménia       | 2:04.06 | Q     |
| 21      | 3       | 7    | Angelika Cichocka     | Polónia       | 2:04.41 |       |
| 22      | 1       | 8    | Hedda Hynne           | Noruega       | 2:05.08 |       |
| 23      | 3       | 5    | Marta Milani          | Itália        | 2:05.64 |       |
| 24      | 3       | 8    | Anastasiya Tkachuk    | Ucrânia       | 2:06.89 |       |
| 25      | 2       | 1    | Liina Tšernov         | Estónia       | 2:07.95 |       |
| 26      | 4       | 7    | Egle Balciunaite      | Lituânia      | 2:08.05 |       |
| 27      | 3       | 6    | Khadija Rahmouni      | Espanha       | 2:08.09 |       |
| 28      | 4       | 3    | Tugba Koyuncu         | Turquia       | 2:09.05 |       |
| 29      | 2       | 2    | Kim Baglietto         | Gibraltar     | 2:24.47 |       |
| 30      | 1       | 3    | Federica Del Buono    | Itália        | DNS     |       |

### Semifinal
Qualificação: 3 atletas de cada bateria  (Q) mais os  2 melhores qualificados (q). 
| Posição | Bateria | Raia | Atleta                | Nacionalidade | Tempo   | Notas |
| ------- | ------- | ---- | --------------------- | ------------- | ------- | ----- |
| 1       | 1       | 5    | Maryna Arzamasava     | Bielorrússia  | 2:00.36 | Q     |
| 2       | 1       | 7    | Joanna Jóźwik         | Polónia       | 2:00.58 | Q,    |
| 3       | 1       | 4    | Svetlana Rogozina     | Rússia        | 2:00.83 | Q     |
| 4       | 1       | 2    | Mirela Lavric         | Roménia       | 2:01.24 | q,    |
| 5       | 2       | 3    | Lynsey Sharp          | Grã-Bretanha  | 2:01.32 | Q     |
| 6       | 2       | 4    | Yekaterina Poistogova | Rússia        | 2:01.45 | Q     |
| 7       | 2       | 5    | Jessica Judd          | Grã-Bretanha  | 2:01.53 | Q     |
| 8       | 1       | 8    | Vania Stambolova      | Bulgária      | 2:01.59 | q     |
| 9       | 2       | 8    | Selina Büchel         | Suíça         | 2:01.80 |       |
| 9       | 2       | 6    | Lenka Masná           | Chéquia       | 2:01.80 |       |
| 11      | 1       | 1    | Aníta Hinriksdóttir   | Islândia      | 2:02.45 |       |
| 12      | 2       | 1    | Lovisa Lindh          | Suécia        | 2:02.60 |       |
| 13      | 1       | 6    | Renelle Lamote        | França        | 2:03.90 |       |
| 14      | 2       | 2    | Trine Mjåland         | Noruega       | 2:03.92 |       |
| 15      | 2       | 7    | Justine Fedronic      | França        | 2:04.39 |       |
| 16      | 1       | 3    | Alison Leonard        | Grã-Bretanha  | DNF     |       |

### Final
| Posição           | Raia | Atleta                | Nacionalidade | Tempo   | Notas           |
| ----------------- | ---- | --------------------- | ------------- | ------- | --------------- |
| Medalha de ouro   | 5    | Maryna Arzamasava     | Bielorrússia  | 1:58.15 | EL              |
| Medalha de prata  | 6    | Lynsey Sharp          | Grã-Bretanha  | 1:58.80 | Recorde pessoal |
| Medalha de bronze | 8    | Joanna Jóźwik         | Polónia       | 1:59.63 | Recorde pessoal |
| 4                 | 3    | Yekaterina Poistogova | Rússia        | 1:59.69 |                 |
| 5                 | 4    | Svetlana Rogozina     | Rússia        | 2:00.76 |                 |
| 6                 | 1    | Vania Stambolova      | Bulgária      | 2:00.91 | Recorde pessoal |
| 7                 | 7    | Jessica Judd          | Grã-Bretanha  | 2:01.65 |                 |
| 8                 | 2    | Mirela Lavric         | Roménia       | 2:09.25 |                 |

Legenda
| Recorde mundial       | Recorde mundial (World record)               |                       | Recorde africano                      | Recorde africano (African) |                                           | Q | Classificado por posição (Qualified) |
| Recorde do campeonato | Recorde do campeonato (Championship record)  | Recorde da América    | Recorde da América (Americas)         | q                          | Classificado por melhor tempo (Qualified) |   |                                      |
| Melhor marca do ano   | Melhor marca do ano (World leading)          | Recorde asiático      | Recorde asiático (Asian)              | DNS                        | Não largou (Did not start)                |   |                                      |
| Recorde nacional      | Recorde nacional (National record)           | Recorde europeu       | Recorde europeu (European)            | DNF                        | Não terminou (Did not finish)             |   |                                      |
| Recorde pessoal       | Recorde pessoal do atleta (Personal best)    | Recorde da Oceania    | Recorde da Oceania (Oceania)          | DSQ / DQ                   | Desclassificado (Disqualified)            |   |                                      |
| Recorde da temporada  | Recorde da temporada do atleta (Season best) | Recorde sul-americano | Recorde sul-americano (South America) | NM                         | Sem marca (No mark)                       |   |                                      |